# Tell Halula

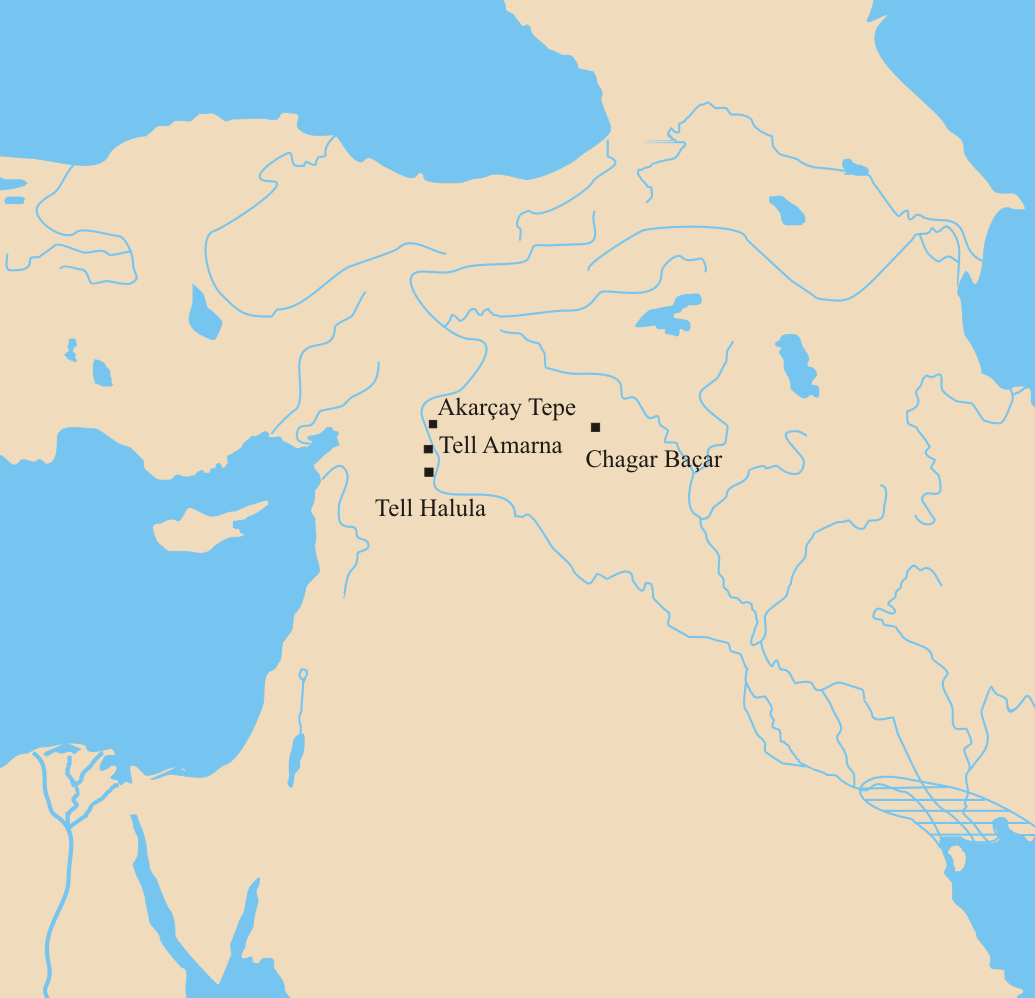
Excavacions catalanes a Síria i Turquia

Tell Halula és un jaciment arqueològic d'època neolítica de Síria a l'Eufrates mitjà. Té unes dimensions de 8 hectàrees i un potencial de nivells d'onze metres.
La Missió Arqueològica a Tell Halula és un projecte patrimonial realitzat com un projecte científic destinat a conèixer com era un llogaret dels primers agricultors de la zona primigènia, la vall de l'Eufrates. Unes àmplies excavacions arqueològiques permeten conèixer des de l'estructura de les cases, la seva ordenació espacial, les construccions col·lectives, fins a les pràctiques econòmiques i socials, amb l'origen de l'agricultura i la ramaderia com a centre d'interès primordial per aquesta època, sense descuidar-ne els camps de la simbologia i els estudis tecnològics.
L'excavació es va fer per invitació de la Direcció General d'Antiguitats i Museus (DGAM) de Síria a 1989, a la Universitat Autònoma de Barcelona i es va incorporar en el programa d'actuacions espanyoles a l'estranger del Ministerio de Cultura i del Instituto del Patrimonio Histórico Español, atorgant-li suport financer i col·laboració tècnica, i amb el suport incondicional de la DGAM del Ministeri de Cultura de Síria.